# Södermalm, Sundsvall
Södermalm, tidigare Stenhammaren, är en stadsdel i Sundsvall, söder om järnvägen och stenstaden (centrum), mellan Sidsjövägen och Fridhemsparken. Söder om Södermalm ligger Södra Stadsberget. Åt öster ligger Östermalm och åt väster Sallyhill. I sydvästlig riktning gränsar Sidsjön.
I stadsdelen finns ett fåtal trähus kvar från tiden innan Sundsvallsbranden 1888.
Inom området finns Södermalms skola (byggd 1883), med förskoleklass upp till årskurs 3, och Höglundaskolan (byggd 1929), för årskurs 4 till 9.
Södermalm gränsar mot skogen och erbjuder de boende många spår och stigar till följd av närheten till Sidsjöns och Södra Bergets friluftsområden. Här finns också ett antal parker och grönområden såsom Östra parken, Södermalmsparken och Hantverkarparken.

## Historia
När Sundsvall expanderade i samband med sågverksepoken i mitten av 1800-talet sökte man efter ny tomtmark för stadens nyinflyttade arbetarbefolkning. Marken närmast utanför den dåvarande staden behövde dock stadsborna som ängsmark, för att försörja sig med bland annat mjölk. I stadsplanen avsattes 1868 istället den branta och steniga sluttningen söder om staden till en helt ny stadsdel, Stenhammaren.
I synnerhet byggnadsarbetare, sömmerskor, skräddare och andra hantverkare slog sig ned här. Sågverksarbetare bosatte sig däremot närmare sågverken. Standarden var avsevärt lägre i denna arbetarstadsdel än inne i staden. Gatorna var länge usla, och det dröjde innan man fick vattenledningar. Stenhammaren blev en tid ökänd för bordeller och lönnkrogar och den nattliga trafiken ditupp. Det var bland annat för att tvätta bort stadsdelens dåliga rykte som namnet år 1900 ändrades till Södermalm.
Området upp till Bergsgatan var stadsplanerat redan före stadsbranden, men ovanför det bredde långt in på 1900-talet en oreglerad bebyggelse ut sig. 